# Beyond (中島美嘉歌曲)
〈Beyond〉是日本女歌手中島美嘉的第48張單曲，於2023年3月22日發行，並在同年1月22日率先在數位平台發行。歌曲由中島與卡洛斯·K共同作曲，並由中島獨自填詞，而歌曲的編曲及聲音製作均由卡洛斯·K負責。歌曲為動畫《魔道祖師 完結篇》的片頭曲，歌詞描述一段「跨越漫長時間後，再次重逢的『命中註定愛情』」。
歌曲於發行前後獲得樂評家的正面評價，包括稱讚中島在歌曲中開拓出全新的表現，以及讚賞歌曲本身也能夠在經過長時間後繼續聆聽。歌曲發行後空降Oricon公信榜的單曲週榜第26位，僅憑首週銷量便超越了前作〈Wish〉的累積銷量，而最終銷量則達到2,215張。
〈Beyond〉的音樂錄影帶由荒木悟執導，並由4mb3r負責製作影像，為中島首部以全動畫形式製成的音樂錄影帶。中島在〈Beyond〉發行前後登上了NHK綜合頻道的《UTA-CON》、日本電視台的《BUZZ RHYTHM 02》，以及東京電視台的《Premium MelodiX!》演唱歌曲以宣傳。

## 背景與錄製
〈Beyond〉由中島美嘉與卡洛斯·K共同作曲，並由中島獨自填詞。雖然以往中島也曾參與部分歌曲的填詞，但一直傾向把有商業搭配的歌曲交給專業的填詞人負責，認為就像有一幅無法越過的牆壁阻礙著自己一樣。但是在專輯《I》的製作過程中創作過數十首歌曲後，中島認為現在的自己大概能夠挑戰不同的事情。她亦認為自己必須繼續成長，因此主動爭取為作為動畫《魔道祖師 完結篇》片頭曲的〈Beyond〉填詞，並覺得假如不這樣嘗試的話，自己便會往後退。中島在創作歌曲前刻意不去深入觀看動畫，從而避免不自覺使用裡面出現的台詞，因此只去了解動畫的故事及世界觀，並得出「穿越時空」、「命運」與「戰鬥」等關鍵詞。在作曲方面，中島在收到卡洛斯·K創作的樣本歌曲後，便開始邊聽邊跟著唱歌，甚至不知道該把唱出的旋律放在歌曲哪裡。在旋律與歌曲對上後，中島便把唱出的錄音傳給對方，而對方亦把修改過的歌曲傳回來，直至調整到滿意為止。在錄音的時期，中島保持著悲傷而有力的意識，並同時想著自己所寫的歌詞內容。中島原本在創作好歌曲後一直未想出歌曲的名稱，但其後亦在錄音期間想到把歌曲命名為〈Beyond〉。

## 詞曲
〈Beyond〉全長4分8秒，F大調創作，每分鐘達85拍。歌曲的主要風格為J-Pop和謠曲，並以輕盈與憂傷兼具的鋼琴聲為主，而中島的聲音則被形容充滿力量、慈愛以及龐大的格局感。歌曲以秒針滴答的聲音作開始，而導歌及副歌的和聲處理則是中島特別在意的部分。歌曲的橋段再次加入秒針的滴答聲，而中島的聲樂則被加工得顯粗糙感。
歌曲的歌詞描述一段「跨越漫長時間後，再次重逢的『命中註定愛情』」。歌詞描寫出搭配動畫的兩位主角魏無羨和藍忘機之間的故事，講述性格截然相反的二人隨著共同克服困難而有著更深的感情。其後魏無羨曾一度死去，在復活後藍忘機便決定這一次再也不會放開對方的手。

## 發行
〈Beyond〉一曲於2023年1月22日在數位平台上發布，並以僅在藍色背景印上歌曲和歌手名稱的簡潔圖片作為封面。歌曲其後在同年3月22日作為中島的第48張單曲實體發行，並僅以CD+藍光影碟一版本發行，為只出貨至同年6月底的期間限定動畫單曲。實體單曲使用動畫《魔道祖師》系列的特製封面，CD額外收錄歌曲的電視播放長度版本及純音樂版，而藍光影碟則附送動畫的片頭影片，並附贈動畫圖樣的明信片。CD的收錄內容亦在同日上架數位平台，封面繼續沿用原本的藍色簡潔圖片。

## 反響
《Real Sound》的編輯森朋之讚賞中島美嘉繼在專輯《I》展現作為歌手的進步後，這次與卡洛斯·K合作的〈Beyond〉開拓出全新的表現。他亦讚賞歌曲的歌詞主題除了與搭配動畫的故事相互契合之外，亦能同時作為普遍的情歌。《Real Sound》的另一位編輯滿島艾莉歐讚賞〈Beoynd〉作為描繪超越時空、通過無數試練，能夠被反覆證明的愛情之歌，本身也是一首能夠在經過長時間後繼續聆聽的歌曲。
〈Beyond〉在實體發行當週以1,766張銷量空降Oricon公信榜的單曲週榜第26位，並同時僅憑首週銷量便超越了前作〈Wish〉的累積銷量 。單曲總共在榜上逗留四週，累積銷量達到2,215張。〈Beyond〉亦在實體發行首週空降日本《Billboard》的最佳單曲銷售週榜的第28位，並總共在榜上逗留了兩週。

## 宣傳與表演
中島美嘉在〈Beyond〉發行前後登上三個電視節目演唱歌曲。2023年3月14日，她登上NHK綜合頻道現場直播的音樂節目《UTA-CON》演唱歌曲。她其後亦登上日本電視台於3月24日播映的音樂節目《BUZZ RHYTHM 02》，演唱〈ORION〉與〈Beyond〉兩首歌曲，以及登上東京電視台在4月3日播映的音樂節目《Premium MelodiX!》，演唱〈Beyond〉一曲。
〈Beyond〉的音樂錄影帶在實體單曲發行當天在中島美嘉的YouTube官方頻道上公開。錄影帶由荒木悟執導，並由4mb3r負責製作影像。歌曲的音樂錄影帶為中島首部以全動畫形式製成的錄影帶，而內容則圍繞著歌曲歌詞以及搭配動畫的世界觀製成。截至2023年4月，錄影帶的播放量已經突破12萬次。

## 歌曲列表
| 線上下載 串流媒體 | 線上下載 串流媒體 | 線上下載 串流媒體 |
| 曲序              | 曲目              | 时长              |
| ----------------- | ----------------- | ----------------- |
| 1.                | Beyond            | 4:08              |

| CD 線上下載 串流媒體 | CD 線上下載 串流媒體   | CD 線上下載 串流媒體 |
| 曲序                 | 曲目                   | 时长                 |
| -------------------- | ---------------------- | -------------------- |
| 2.                   | Beyond（TV size）      | 1:41                 |
| 3.                   | Beyond（Instrumental） | 4:05                 |
| 总时长：             | 总时长：               | 9:55                 |

| 藍光影碟（實體版附贈） | 藍光影碟（實體版附贈）                | 藍光影碟（實體版附贈） |
| 曲序                   | 曲目                                  | 时长                   |
| ---------------------- | ------------------------------------- | ---------------------- |
| 1.                     | Beyond（《魔道祖師 完結篇》片頭影片） | 1:39                   |

## 製作名單
資料來自〈Beyond〉單曲內頁。
- 中島美嘉 – 作曲、填詞
- 卡洛斯·K（日语：Carlos K.） – 作曲、編曲、聲音製作、編程
- Ygarashy（hitorie） – 電貝斯
- 山口隆志 – 結他
- 小坂剛正 – 錄製（Sony Music Studios Tokyo）
- 大西慶明 – 混音（prime sound studio form）
- 酒井秀和 – 母帶後製

## 榜單排名
| 週榜單（2023年）                      | 最高 位置 |
| ------------------------------------- | --------- |
| 日本（Oricon單曲排行榜）              | 26        |
| 日本（《Billboard》最佳單曲銷售週榜） | 28        |

## 資料來源
1. 1 2 3 4 5 6 7 8 9 10 11  永堀, アシオ. . The First Times. 2023-03-24  [2023-04-11]. （原始内容存档于2023-05-03） （日语）.
2. ↑  . Tunebat.   [2023-03-27] （英语）.
3. 1 2  . 日本: Apple Music. 2023-03-22  [2023-04-11]. （原始内容存档于2023-05-04） （日语）.
4. 1 2  . Billboard JAPAN. 2023-01-06  [2023-04-11]. （原始内容存档于2023-04-30） （日语）.
5. 1 2 3  森, 朋之. . Real Sound. 2023-03-21  [2023-04-11]. （原始内容存档于2023-04-30） （日语）.
6. 1 2 3  , エリオ. . Real Sound: 1. 2023-03-26  [2023-04-11]. （原始内容存档于2023-05-04） （日语）.
7. 1 2  , エリオ. . Real Sound: 2. 2023-03-26  [2023-04-11]. （原始内容存档于2023-05-04） （日语）.
8. 1 2 3  . PR Times. 2023-03-22  [2023-04-11]. （原始内容存档于2023-05-02） （日语）.
9. 1 2  . Sony Music Shop. 2023-03-22  [2023-04-11]. （原始内容存档于2023-05-04） （日语）.
10. 1 2 3  . Billboard JAPAN. 2023-03-29  [2023-04-11]. （原始内容存档于2023-04-06） （日语）.
11. 1 2  . Oricon.   [2023-04-27]. （原始内容存档于2023-04-26）.
12. ↑  . Billboard JAPAN. 2023-04-05  [2023-04-11]. （原始内容存档于2023-04-06） （日语）.
13. ↑  . .   [2023-04-11]. （原始内容存档于2023-05-10） （日语）.
14. ↑  . .   [2023-04-11] （日语）.
15. ↑  . .   [2023-04-11]. （原始内容存档于2023-04-30） （日语）.
16. ↑  . 於Twitter. 2023-03-22 [2023-04-06] （日語）.
17. ↑  . 中島美嘉 Official YouTube Channel. 2023-03-22  [2023-04-22]. （原始内容存档于2019-12-14） （日语）.
18. ↑   (單曲內頁). 中島美嘉. 索尼音樂聯合／索尼. 2023-03-22.
19. ↑  . Oricon: 3. 2023-03-29  [2023-04-08]. （原始内容存档于2023-03-29） （日语）.